# Koibana Onsen
Koibana Onsen (恋花温泉?), es una serie de manga escrita e ilustrada por Kenjiro Kawatsu que fue publicada por la revista Young Animal Arashi entre los años 2005 y 2010.

## Trama
A pesar de haber sido abandonado por su novia, Akiyama no quiere cancelar su estancia en un famoso complejo onsen para parejas. Decide ir solo, pero tres hermanas, las cuales son las encargadas de la posada, llaman a la exnovia de Akiyama para que arreglen las cosas.
Mientras él se hospeda en el lugar, conoce a una de las hermanas llamada Nonoka de la cual con el tiempo se enamora y por ese motivo decide trabajar en la posada por un tiempo, durante el cual tendrá una relación más que laboral con Nonoka.

## Personajes
Kazuhiro Akiyama (秋山 和裕?)
Es el protagonista de la historia y a su inicio tiene 19 años. Antes de que comience la historia es abandonado por su novia Kyouko, con la que ya tenía planes para ir a Koibana Onsen, un lugar popular entre las parejas. Pero no quiere cancelar las reservas y va solo. Durante su visita termina enamorándose de Nonoka, la segunda de las hermanas que se encargaba del funcionamiento de la posada. Luego comienza a trabajar en la posada a tiempo parcial.
Moeka Nonohara (野々原 萌花?)
Es una de las tres hermanas encargadas del Koibana Onsen. Tiene 15 años y es la más joven de las tres. Es conocida por ser un poco torpe, pero hace bien el trabajo, junto con las cuentas de la posada. Trata a Akiyama como a su hermano mayor y le llama Kazu (que es la abreviación de Kazuhiro).
Fuuka Nonohara (野々原 楓花?)
Tiene 23 años y es la mayor de las tres hermanas que administran el Koibana Onsen. Fuuka y sus dos hermanas perdieron a sus padres a una edad temprana y, junto con ellas, ha gestionado el Koibana Onsen desde que estaban en la escuela secundaria. Ella anhela un gran tipo y ve a Akiyama como un gran hombre. Tiene una personalidad muy coqueta.
Nonoka Nonohara (野々原 野乃花?)
Es la protagonista principal. A los 19 años es una de las tres hermanas que administran el Koibana Onsen. Tras la primera visita de Akiyama en el Onsen, su servicio extra y su bondad hicieron que Akiyama se enamorara de ella, lo que resulta en su trabajo en el Onsen.
Rurika (瑠梨香 (るりか)?)
Es una de las ayudantes en el Koibana Onsen y es prima de las hermanas. Tiene una personalidad malhumorada. Le tiene miedo a los hombres debido a un trauma que tuvo y al principio se aleja de Akiyama, pero con el tiempo se da cuenta de que es una buena persona.
Fuyukawa Shūhei (冬川 柊平 (ふゆかわ しゅうへい)?)

## Manga

### Volúmenes
- Volumen 1 (28 de octubre de 2005): ISBN 4592143310
- Volumen 2 (29 de mayo de 2006): ISBN 4592143329
- Volumen 3 (29 de noviembre de 2006): ISBN 4592143337
- Volumen 4 (29 de junio de 2007): ISBN 9784592143345
- Volumen 5 (29 de enero de 2008): ISBN 9784592143352
- Volumen 6 (29 de julio de 2008): ISBN 4592143361
- Volumen 7 (29 de marzo de 2009): ISBN 9784592143376
- Volumen 8 (29 de noviembre de 2009): ISBN 9784592143383
- Volumen 9 (28 de mayo de 2010): ISBN 9784592143390

### Extra
- Sanshimai nukunuku no yado (29 de marzo de 2007): ISBN 9784592841029
- Sanshimai iyashino yado (febrero de 2008): ISBN 9784592841265
- Version Deluxe (febrero de 2009): ISBN 9784592841555 (ISBN 4592841557)